# Färöarnas politik
Färöarna är ett autonomt område inom Konungariket Danmark, så Danmarks statsöverhuvud (för närvarande Frederik X) är formellt överhuvud även över Färöarna. I praktiken har Färöarna ett lokalt parlamentariskt stryrelseskick, och styrs därutöver i vissa avseenden av Danmarks regering. De färöiska väljarna far inflytande över politiken, dels genom att de väljer Lagtinget (Färöarnas parlament), dels genom att de väljer två ledamöter i Folketinget (Danmarks parlament), och dels genom då och då förekommande beslutande folkomröstningar. Den politiker som är partiledare för det partiet som får flest röster till lagtinget blir även oftast lagman (Färöiska: Løgmaður), det vill säga chef för Landsstyret (Färöiska: Landsstyri, Färöarnas självstyrelseregering). Den nuvarande lagmannen är Aksel V. Johannesen.

## Politiska partier och lagtingsval
Huvudartikel: Färöarnas lagtingsval
Färöarna har ett flerpartisystem med ett antal partier som skiljer sig åt med avseende både på frågor som självständighet och unionism samt vänster- eller högerpolitik. Eftersom invånarantalet är förhållandevis lågt och att det finns så många partier har det aldrig hänt att endast ett parti har fått majoritet platser i det färöiska parlamentet Lagtinget. Partierna får samarbeta istället för att forma en regering. Lagtinget har 27 – 33 ledamöter. 27 fasta mandat fördelas genom valen i de sju valdistrikten, varefter upp till 6 utjämningsmandat kan komma att tilldelas partier som missgynnats i förhållande till sitt röstetal på Färöarna som helhet. Mandaten gäller en fyraårsperiod.

## Nationellt
De två färöiska mandaten i Folketinget utses genom val på Färöarna samtidigt med folketingsval i resten av det danska riket. Rösterna från Färöarna beaktas dock inte vad avser utjämningsmandat.

## Administrativ indelning
Färöarna är indelade i 34 kommuner (kommunur), 6 regioner (sýslur) och 1 valkrets.

## Folkomröstningar
- Den 14 september 1946 företogs på Färöarna en folkomröstning om självständighet från Danmark. Självständighetsanhängarna vann omröstningen, men så knappt, och med så lågt valdeltagande att Danmarks regering inte accepterade utfallet. I stället upplöstes Lagtinget, och i det efterföljande lagtingsvalet fick de unionsvänliga partierna majoritet.

## Internationellt
I många avseenden representeras Färöarna internationellt av Danmarks riksregering. Färöarna är dock bland annat medlem i det Nordiska rådet, International Maritime Organization och den Internationella valkommissionen. Vidare är Färöarna liksom Grönland inte en del av EU, trots att Danmark utom dessa autonoma områden är medlem.